# Louis Le Fur

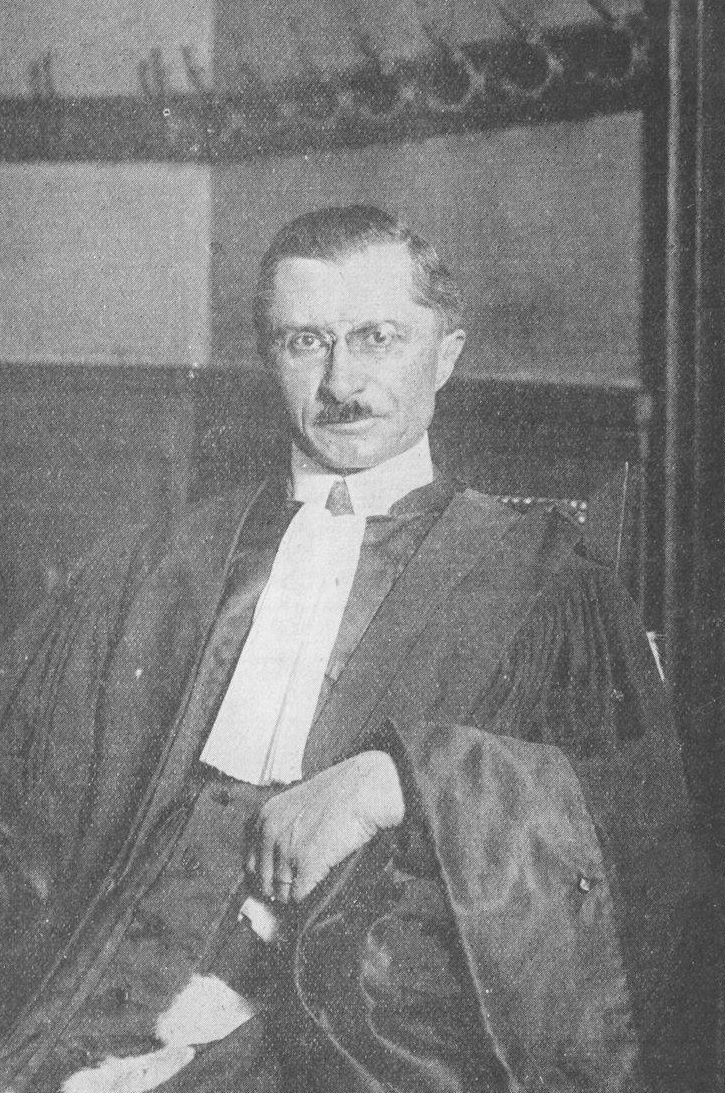
Louis Le Fur (1926)

Louis Érasme Le Fur (* 17. Oktober 1870 in Pontivy; † 22. Februar 1943 in Evry-Petit-Bourg) war ein französischer Jurist. Bereits mit 27 Jahren zum Professor ernannt, wirkte er für Jahrzehnte hauptsächlich an verschiedenen Universitäten und nahm nur selten Aufträge außerhalb des akademischen Rahmens wahr. Als Völkerrechtler vertrat eine Rückkehr zu einer universellen Tradition, die er in einem Naturrecht verwirklicht sah und untrennbar mit einer christlichen Moral verbunden sei.
In den 1920er Jahren kam es in einem Streit zwischen Universität und Regierung, ob ein Lehrstuhl durch ihn oder Georges Scelle besetzt werden solle, zu unruheartigen Auseinandersetzungen, die zu Le Furs Gunsten ausgingen. Nach seiner Emeritierung trat er in seinen letzten Lebensjahren, zur Zeit der deutschen Besatzung Frankreichs, unter anderem in der Presse für eine Zusammenarbeit mit der Besatzungsmacht ein. In seinem vorangegangenen Werk hatte er noch konstatiert, dass das Deutschland des 19. Jahrhunderts mit seinem politischen und Rechtsdenken sowie seiner Kultur die Hauptverantwortung für eine Zerstörung der Autorität der Tradition trage.

## Leben

### Familie
Le Fur entstammt einer katholisch-konservativen Familie und wurde als ältestes Kind von Louis Jules Le Fur (1840–1914) und Hélène Béraud (1846–1923) geboren. Sein Vater war als Anwalt zugelassen und in den Jahren 1884 bis 1911 Ersatzrichter in Pontivy und von 1882 bis 1892 Bürgermeister der Stadt. Le Fur hatte vier Geschwister, sein Bruder und Arzt René Le Fur (1872–1933) wurde bekannt durch seinen militanten Royalismus und seine Präsidentschaft der Entente nationale. 1900 heiratete er Marie Auvray (1870–1920), aus der Ehe gingen zwei Töchter hervor. Nach dem Tod seiner Frau heiratete Le Fur 1923 Andrée-Germaine Herpin, eine Lehrerin (agrégée de lettres) in Straßburg.

### Akademische Laufbahn
Nach seinem Studium in Rennes und Paris promovierte Le Fur 1896 mit seiner Dissertation État fédéral et confédération d’États bei Louis Renault, der bereits sein Professor für Völkerrecht gewesen war, als er seine Licence erworben hatte. Bereits ein Jahr später, nach seiner ersten Teilnahme an einem Auswahlverfahren unter dem Vorsitz Léon Duguits, erhielt er einen von zwei ausgeschriebenen Posten und wurde Professor für Staatsrecht in Caen. Ab 1919 wirkte er als Professor für Völkerrecht in Straßburg, 1922 folgte eine Professur für Verfassungsrecht in Rennes.
1925 hatte die Pariser Rechtsfakultät Louis Le Fur als ihren Kandidaten für eine Neubesetzung vorgesehen, die französische Linksregierung nominierte jedoch Georges Scelle, worauf die Fakultät fast einstimmig gegen diese Missachtung der universitären Autonomie protestierte. Es kam zu Störungen der Vorlesungen Scelles durch rechtsgerichtete Studenten, die bis zur Suspendierung des Dekans Henri Barthélemy und der zeitweisen Schließung der Fakultät führten. In der Nationalversammlung wurde daraufhin die Regierung von allen Seiten wegen ihres Vorgehens verurteilt, letztere gab schließlich nach, sodass Le Fur seine Professur 1926 antreten konnte. 1940 wurde er emeritiert.

### Internationale Aktivitäten
1920 wurde Le Fur als Schiedsrichter für den deutsch-französischen Gemischten Schiedsgerichtshof ernannt, der im Anschluss an den Versailler Vertrag geschaffen wurde. Für den Ständigen Internationalen Gerichtshof war er mit einer Rechtssache über die Zuständigkeit der Danziger Gerichte befasst. In den 1930er Jahren beteiligte sich Le Fur an den Arbeiten der Union juridique internationale (UJI), die sich Gedanken über die Schaffung einer europäischen Union machte. Er war dreimal als Professor an der Haager Akademie für Völkerrecht tätig (1927, 1932 und 1935) sowie Mitglied des Institut de Droit international und der Académie Diplomatique Internationale.

## Wirken

### Rechtsphilosophische und politische Ansichten
Schon die Dissertation Le Furs wurde stark gekürzt ins Deutsche übersetzt. Im Anschluss an eine Darstellung von Staatenbünden seit der Antike sprach sich Le Fur darin in einem Ausblick für einen europäischen Bund aus, auch wenn es bis dahin noch viele Jahre dauern sollte. Als Vorbild sah er dabei den Abschluss von Verträgen, wie dies in Südamerika geschähe. Für die fernere Zukunft erhoffte er sich einen Weltbund.
Le Fur war ein früherer Kritiker solidaristischer Theorien, so hielt er Léon Duguit und Georges Scelle entgegen, dass nicht Solidarität, sondern Moral der entscheidende menschliche Charakter sei. Ein von antimetaphysischem Individualismus begleiteter Solidarismus müsse zur Anarchie führen. Die Kritik des Solidarismus am Voluntarismus und Souveränität teilte Le Fur zwar, was aber nicht für das Vertrauen in die Soziologie galt, das mit einer Ablehnung der Tradition einhergehe.
Die Verwundbarkeit des Vorkriegsinternationalismus interpretierte Le Fur als eine Geschichte von Sünden und ihren Strafen, eine Abwendung von der Moral und ein unkontrolliertes Abgleiten in Gewalt. Der Verlust an Autorität sei durch eine unselige Entwicklung des deutschen politischen und Rechtsdenkens sowie der deutschen Kultur verursacht worden, die er bis zu Martin Luther zurückführte. Als besonders schwerwiegende Ursache des von ihm wahrgenommenen Werteverfalls Deutschlands sah er Immanuel Kants methodologischen Zweifel an der Fähigkeit des Menschen, das Gute zu erkennen. Dies müsse zu einem subjektiven Idealismus führen, der von Autoren der Romantik in Form der Bewunderung eines völkischen Nationalismus gebraucht worden sei. Der Kategorische Imperativ stelle eine irrationale Flucht vom Skeptizismus dar, der an das Individuum zu große Ansprüche stelle. Das moralische System Kants müsse unter seinem Gewicht zusammenbrechen und mache dann Platz für den Hegelschen Staat oder einem Amoralismus Nietzsches.
Einen autoritativen Sinn für das Allgemeinwohl hielt Le Fur für notwendig, ansonsten bestünde zwischen Staaten ein permanenter Zustand eines potentiellen Krieges, und für das Abhalten von einem Kriegseintritt gebe es keinen Ausgangspunkt mehr. Würde das Gesetz mit dem Staatswillen gleichgesetzt, führe dies zum Ende aller Moral und letztendlich der Zivilisation. Zwischen einem dem menschlichen Willen übergeordneten Gesetz oder materieller Gewalt gebe es keine Alternative. Autonomie führe zu Nationalismus und Krieg, auch der liberale Nationalismus, der den Staat als freiwilligen Zusammenschluss versteht, führe nur zu ständigen Sezessionsbestrebungen oder zu Staatstyrannei, wenn diese bekämpft würden.
Der deutsche positivistische Historizismus, der eine universelle Moral ausschloss, stand nach Le Fur für ein Mehrheitsprinzip, das lediglich durch Volksbestrebungen limitiert sei und in der Ausformung eines Volksgeistes zu Unterwerfung aller unter den Staat führen müsse. Ein positivistischer Nationalismus sei Ausdruck des Rassismus und verenge den Menschen auf seine Physis, verwerfe dabei dessen moralische Natur und öffne das Tor zur Fortpflanzungsmanipulation. Überhaupt war für Le Fur jede Abweichung von der Tradition mit einer deutschen Doktrin verbunden, diese Doktrinen würden wiederum als Rechtfertigung für Gewalt dienen. Entsprechend wandte er sich in den 1920er und 1930er Jahren in seinen Schriften scharf gegen den Subjektivismus, Voluntarismus, Positivismus, Formalismus und Historizismus, welche er als Irrwege der deutschen Philosophie brandmarkte.
Le Fur lehnte Rassismus als unwissenschaftlich ab, gerade die Deutschen würden den größten Grad an Durchmischung aufweisen. Dies bezog er aber auf Europa, er zweifelte nicht daran, dass es andere Völker gebe, die tatsächlich unterlegen seien und auf die das Völkerrecht keine Anwendung finden könne. Auch hielt er Krieg zur Durchsetzung von Recht für notwendig, sofern dieser im Einklang mit dem Naturrecht stehe. Le Fur verteidigte einen „gerechten Krieg“ gegen die Kritik, dass die Kriterien zu einem solchen Krieg zu politischem Missbrauch einladen würden; diese Kritik sei von einer absoluten Warte aus formuliert, doch lebe der Mensch in einer relativen Welt, Uneinigkeit zwischen Menschen sei kein Argument gegen das Naturrecht, sondern eine Manifestation der Schwäche der menschlichen Vernunft.
Als wünschenswerten Weg für die Zukunft schwebte Le Fur ein autoritärer Föderalismus mit pyramidaler Struktur vor. Den Staat sah er dabei als unerlässliche Grundlage an, die man nicht einfach als einen Vertrag zwischen freien Menschen reduzieren könne. Der Staat sei letztendlich der Ausdruck des Willens des Zusammenlebens, eine politische Synthese miteinander in Konflikt stehender Willensäußerungen, die durch ihr Streben nach dem Gemeinwohl diese Konflikte überwände. Wären erst einmal die Staaten in einem solchen System miteinander verbunden, und der Individualismus, Rassismus und ein ungesunder Nationalismus aufgegeben worden, so könne die Welt wieder die Einheit erreichen, die mit der Reformation und Aufklärung verloren gegangen sei. Ein Sanktionssystem sei dabei ebenso sehr notwendig wie eine spirituelle Macht, die der alleinige Wächter über die Moral sei: die römisch-katholische Kirche.

### Autorentätigkeit und andere Aktivitäten
Le Fur gründete 1931 die Fachzeitschrift Archives de philosophie du droit et de sociologie juridique und publizierte in der Revue générale de droit international public.
Trotz seiner früheren deutschfeindlichen Haltung war Le Fur während der deutschen Besatzung Frankreichs der Besatzungsmacht gegenüber wohlwollend eingestellt, auch wenn er Ende der 1930er Jahre noch zusammen mit seinem einstigen Konkurrenten Scelle die Verfolgungen in Deutschland verurteilt hatte. Er schrieb Artikel für das kollaborierende Je suis partout, für das Besatzungsorgan Brüsseler Zeitung und andere Blätter. Des Weiteren war Le Fur auch Mitglied der Groupe Collaboration. In einem im August 1942 erschienenen Artikel bezeichnete er die Rolle der Juden als verhängnisvoll.

## Auszeichnungen
- Chevalier de la Légion d’honneur (Ritter der Ehrenlegion)[10]

## Werke (Auswahl)
- Races, nationalités et États. Alcan, Paris 1922
- Le Saint-Siège et le droit des gens. Sirey, Paris 1930
- Les grands problèmes du droit. Sirey, Paris 1937
- Précis de droit international public. Dalloz, Paris 1939 (4. Auflage, übersetzt ins Arabische, Japanische, Serbische, Spanische und Tschechische)
- État fédéral et confédération d’États. Édition Panthéon-Assas „Les introuvables“, Paris 2000, ISBN 978-2-913397-17-0 (Dissertation 1896)